# Tipula doriae
Tipula doriae är en tvåvingeart som beskrevs av Pierre 1926. Tipula doriae ingår i släktet Tipula och familjen storharkrankar. Inga underarter finns listade i Catalogue of Life.